# Karaops karrawarla
Espèce
Karaops karrawarla est une espèce d'araignées aranéomorphes de la famille des Selenopidae.

## Distribution
Cette espèce est endémique du Gascoyne en Australie-Occidentale,. Elle se rencontre vers Bush Bay.

## Description
Le mâle mesure holotype 4,78 mm et la femelle paratype 6,76 mm.

## Publication originale
- Crews & Harvey, 2011 : The spider family Selenopidae (Arachnida, Araneae) in Australasia and the Oriental region. ZooKeys, no 99, p. 1-103 (texte intégral).